# ایی۱۶ای
E16A Zuiun (به انگلیسی: Aichi_E16A) یک هواگرد از نوع عملیات شناسایی هواپیمای آب‌نشین دارای ارابه فرود ساخت شرکت آیچی کوکوکی است. هواگرد E16A Zuiun نخستین پروازش را در ۲۲ مه ۱۹۴۲ میلادی انجام داد. این هواگرد در سال فوریه ۱۹۴۴ میلادی رسماً معرفی گردید و در سال‌های ۱۹۴۴–۱۹۴۵ تولید شده‌است. در مجموع، تعداد ۲۵۶ فروند از این هواگرد ساخته شده‌است.